# Саул Нанні
Саул Нанні (італ. Saul Nanni; нар. 4 лютого 1999, Болонья, Італія) — італійський актор, здобув популярність завдяки ролям Крістіана в серіалі Disney Channel «Алекс і Ко», Марко в комедійній драмі 2020 року «Під сонцем Річчоне» та Алессандро в романтичній комедії 2022 року «Кохання та морозиво».

## Ранні роки
Народилася в Болоньї в сім'ї кардіолога Самуеле й ендокринолога Машії (при народженні Ананьї). Його батько походить з Санта-Софії, а мати, яка має російське походження, з Галеати. У нього є молодший брат Гіоеле і молодша сестра Аврора.
Виріс у Сан-Лаццаро-ді-Савена та відвідував. Навчався в Болоньї і в Лос-Анджелесі протягом року. 2018 року переїхав до Мілана, щоб вступити до університету.

## Кар'єра
Почав зніматися після прослуховування для реклами печива Ringo з футболістом Кака, фанатом якого він був. Відбір не пройшов, але йому запропонували спробувати себе актором, так він з'явився в мінісеріалі «Пармський монастир» 2012 року, що і стало його акторським дебютом. 2014 року вперше з'явився у кіно — у комедійній стрічці Луки Мін‘єро «Бос у вітальні». Отримав головну роль у телесеріалі «Алекс і Ко». 2016 року з'явився у фільмі «Як вирости незважаючи на батьків», основаному на сюжеті «Алекс і Ко» і приєднався до акторського складу серіалу «Не кажи моєму босу». З'явився у низці італійських серіалів, як-от «Зникла», «Зроблено в Італії», а також телефільмах: «Блиск Доні» і «Золотий цехін». 2019 року з'явився у фільмі «Мій брат — супергерой», а наступного року зіграв у драмедії «Під сонцем Річчоне». 2022 року за участю Нанні вийшло три стрічки: «Кохання та морозиво», «Вільний» і «Дівчина у безодні». 2024 року з'явився в одному епізоді мінісеріалу «Суперсекс» і романтичному трилері «Ось зараз» та приєднався до акторського складу фільму «Ідоли». У березні 2025 року стало відомо про його участь у фільмі «La gioia», а також з'явився у серіалі «Гепард».

## Особисте життя
Перебуває у стосунках з акторкою Девою Кассель, з якою познайомився під час знімання фільму «Гепард».

## Фільмографія
| Рік       |    | Українська назва                 | Оригінальна назва                           | Роль                |
| --------- | -- | -------------------------------- | ------------------------------------------- | ------------------- |
| 2012      | с  | Пармський монастир               | La Certosa di Parma                         |                     |
| 2014      | ф  | Бос у вітальні                   | Un boss in salotto                          | Вітторіо            |
| 2015—2016 | с  | Алекс і Ко                       | Alex&Co.                                    | Крістіан Алессі     |
| 2016      | ф  | Як вирости незважаючи на батьків | Come diventare grandi nonostante i genitori | Крістіан Алессі     |
| 2016—2018 | с  | Не кажи моєму босу               | Non dirlo al mio capo                       | Ромео               |
| 2017      | с  | Зникла                           | Scomparsa                                   | Артуро              |
| 2018      | тф | Блиск Доні                       | Il fulgore di Dony                          | Марко               |
| 2019      | с  | Made in Italy                    | Made in Italy                               | Флавіо              |
| 2019      | тф | Золотий цехін                    | I ragazzi dello Zecchino d'Oro              | Себастьяяно         |
| 2019      | ф  | Мій брат — супергерой            | Mio fratello rincorre i dinosauri           | Брюн                |
| 2020      | ф  | Під сонцем Річчоне               | Sotto il sole di Riccione                   | Марко               |
| 2022      | ф  | Кохання та морозиво              | Love & Gelato                               | Алессандро Альбані  |
| 2022      | ф  | Вільний                          | Brado                                       | Томмазо             |
| 2022      | ф  | Дівчина у безодні                | Io sono l'abisso                            | Рафаель             |
| 2024      | ф  | Ось зараз                        | Fino alla fine                              | Джуліо              |
| 2024      | с  | Суперсекс                        | Supersex                                    | юний Рокко          |
| 2025      | с  | Гепард                           | Il Gattopardo                               | Танкреді Фальконері |
|           | ф  | Ідоли                            | Ídolos                                      | Джианні             |
|           | ф  |                                  | La gioia                                    |                     |